# Монастероло дел Кастело
Монастѐроло дел Кастѐло (на италиански: Monasterolo del Castello; на ломбардски: Monestaröl, Монестарьол) е село и община в Северна Италия, провинция Бергамо, регион Ломбардия. Разположено е на 365 m надморска височина. Населението на общината е 1165 души (към 2017 г.).